# International Boxing Federation
International Boxing Federation (IBF) – międzynarodowa organizacja boksu zawodowego utworzona w 1983 roku na bazie USBA (United States Boxing Association) oraz kilku organizacji z Europy i Ameryki Południowej. Założył ją Bob Lee, który przegrał wybory na prezydenta innej organizacji bokserskiej – WBA i razem z grupą działaczy postanowił założyć nową federację.
Siedzibą organizacji jest New Jersey w USA. Od 2001 prezydentem IBF jest Marian Muhammad.
Walki organizowane przez IBF odbywają się w 17 kategoriach wagowych.
13 czerwca 1997 jako pierwszy Polak Dariusz Michalczewski zdobył pas IBF w wadze półciężkiej pokonując w Oberhausen Virgila Hilla.
25 listopada 2006 Krzysztof Włodarczyk jako drugi Polak został mistrzem świata federacji IBF pokonując w Warszawie niejednogłośnie na punkty Steve'a Cunninghama zdobywając pas mistrza świata federacji IBF w kategorii junior ciężkiej. W pierwszej obronie pasa, a jednocześnie w walce rewanżowej w Katowicach zwyciężył Amerykanin, pokonując Polaka dwa do remisu.
11 grudnia 2008 mistrzem świata federacji IBF został Tomasz Adamek. Pokonał on tego dnia na punkty w hali Prudential Center w Newark w stanie New Jersey Amerykanina Steve'a Cunninghama i wywalczył mistrzostwo świata w kategorii junior ciężkiej. W 2009 roku, tuż przed walką z Andrzejem Gołotą zrzekł się pasa mistrzowskiego federacji IBF w wadze junior-ciężkiej.

## Obecni mistrzowie organizacji IBF
Stan na 27 marca 2025.

### Mężczyźni
| Kategoria                   | Mistrz              | Początek panowania   | Dni   |
| --------------------------- | ------------------- | -------------------- | ----- |
| słomkowa (105 lbs)          | Pedro Taduran       | 28 lipca 2024        | 242   |
| junior musza (108 lbs)      | Masamichi Yabuki    | 12 października 2024 | 166   |
| musza (112 lbs)             | Ángel Ayala         | 9 sierpnia 2024      | 230   |
| junior kogucia (115 lbs)    | Wakat               | Wakat                | Wakat |
| kogucia (118 lbs)           | Ryosuke Nishida     | 4 maja 2024          | 327   |
| junior piórkowa (122 lbs)   | Naoya Inoue         | 26 grudnia 2023      | 457   |
| piórkowa (126 lbs)          | Angelo Leo          | 26 grudnia 2023      | 457   |
| junior lekka (130 lbs)      | Anthony Cacace      | 18 maja 2024         | 313   |
| lekka (135 lbs)             | Wasilij Łomaczenko  | 11 maja 2024         | 320   |
| junior półśrednia (140 lbs) | Richardson Hitchins | 7 grudnia 2024       | 110   |
| półśrednia (147 lbs)        | Jaron Ennis         | 9 listopada 2023     | 504   |
| junior średnia (154 lbs)    | Bakhram Murtazaliew | 9 kwietnia 2024      | 352   |
| średnia (160 lbs)           | Janibek Alimkhanuly | 14 października 2023 | 530   |
| superśrednia (168 lbs)      | William Scull       | 19 października 2024 | 159   |
| półciężka (175 lbs)         | Artur Bietierbijew  | 11 listopada 2017    | 2693  |
| junior ciężka (200 lbs)     | Jai Opetaia         | 18 maja 2024         | 313   |
| ciężka (200+ lbs)           | Daniel Dubois       | 26 czerwca 2024      | 274   |

### Kobiety
| Kategoria                   | Mistrz                   | Początek panowania   | Dni   |
| --------------------------- | ------------------------ | -------------------- | ----- |
| junior słomkowa (102 lbs)   | Sumire Yamanaka          | 12 stycznia 2024     | 440   |
| słomkowa (105 lbs)          | Wakat                    | Wakat                | Wakat |
| junior musza (108 lbs)      | Evelyn Nazarena Bermúdez | 29 grudnia 2018      | 2280  |
| musza (112 lbs)             | Gabriela Fundora         | 21 października 2023 | 523   |
| junior kogucia (115 lbs)    | Micaela Luján            | 30 stycznia 2021     | 1517  |
| kogucia (118 lbs)           | Shurretta Metcalf        | 23 października 2024 | 155   |
| junior piórkowa (122 lbs)   | Ellie Scotney            | 10 czerwca 2023      | 656   |
| piórkowa (126 lbs)          | Nina Meinke              | 21 września 2024     | 187   |
| junior lekka (130 lbs)      | Alycia Baumgardner       | 15 października 2022 | 1624  |
| lekka (135 lbs)             | Beatriz Ferreira         | 27 kwietnia 2024     | 334   |
| junior półśrednia (140 lbs) | Katie Taylor             | 25 listopada 2023    | 488   |
| półśrednia (147 lbs)        | Natasha Jonas            | 1 lipca 2023         | 635   |
| junior średnia (154 lbs)    | Natasha Jonas            | 12 listopada 2022    | 866   |
| średnia (160 lbs)           | Desley Robinson          | 13 grudnia 2024      | 104   |
| superśrednia (168 lbs)      | Savannah Marshall        | 1 lipca 2023         | 635   |
| półciężka (175 lbs)         | Lani Daniels             | 2 grudnia 2023       | 481   |
| ciężka (175 lbs+)           | Wakat                    | Wakat                | Wakat |